# Juvencio González Álvarez
Juvencio González Álvarez (* 28. Februar 1917 in Matehuala, Bundesstaat San Luis Potosí; † 18. Juli 1995) war ein mexikanischer Geistlicher und römisch-katholischer Bischof von Ciudad Valles.

## Leben
Juvencio González Álvarez empfing am 19. Dezember 1942 das Sakrament der Priesterweihe.
Am 8. Januar 1980 ernannte ihn Papst Johannes Paul II. zum Bischof von Ciudad Valles. Der Apostolische Nuntius in Mexiko, Erzbischof Girolamo Prigione, spendete ihm am 19. März desselben Jahres die Bischofsweihe; Mitkonsekratoren waren der Erzbischof von Monterrey, José de Jesús Tirado Pedraza, und der Bischof von Tampico, Arturo Antonio Szymanski Ramírez.
Am 8. Juli 1994 nahm Johannes Paul II. das von Juvencio González Álvarez aus Altersgründen vorgebrachte Rücktrittsgesuch an.